# Дион, Мохамед
Мохаммед бен Абдалла Дион (фр. Mahammed Boun Abdallah Dionne; 22 сентября 1959, Госсас, Фатик, Сенегал — 5 апреля 2024, Париж) — сенегальский государственный и политический деятель. Премьер-министр Сенегала (6 июля 2014 — 14 мая 2019).

## Биография
Мохаммед Дион родился 22 сентября 1959 года в Госсасе в области Фатик в Сенегале. Получил образование инженера в компьютерной сфере.
В разное время возглавлял Центральный банк государств Западной Африки и ЮНИДО, был ответственным за экономические вопросы посольства Сенегала в Париже, работал в ЮНКТАД. Был начальником аппарата премьер-министра Маки Саля. В марте 2014 года был советником президента в ранге министра, ответственным за реализацию плана развития Сенегала, бюджетом в 3,729 млрд франков КФА (7.98 млрд долларов США).

### Пост премьер-министра
После поражения правящей партии на муниципальных выборах, 4 июля президент Сенегала Маки Саль отправил премьер-министра Аминату Туре в отставку. 6 июля Мохаммед Дион был назначен новым премьер-министром.
Умер 5 апреля 2024 года в Париже, куда был эвакуирован накануне президентских выборов в Сенегале, состоявшихся 24 марта 2024 года.